# Черногорская академия наук и искусств

Черногорская академия наук и искусств (серб. Црногорска академија наука и умјетности) — национальное высшее научное и просветительское учреждение Черногории. Современное название (сокращённо ЧАНИ (CANU). Находится в столице государства г. Подгорица.

## Основание
Академия была учреждена в 1976 году.
В конце 1960-х годов республиканский совет по координации научно-исследовательской деятельности и Секретариат Республики Черногории по образованию, культуре и науке поддержали инициативу научных и художественных деятелей и общественно-политических организаций республики по созданию национального общества по науке и искусству Черногории.
После проведения широкого общественного обсуждения Исполнительным Советом Ассамблеи Социалистической Республики Черногории парламент 12 октября 1971 года учредил решение о создании Общества по науке и искусству Черногории.
Общество было основано в качестве самостоятельной научной организации, расположенной в Титограде, объединявшей выдающихся учёных и деятелей всех областей искусства, с целью всемерного развития научной мысли, развития и поощрения искусства, проведения исследовательских работ и самостоятельно или в сотрудничестве с другими научными организациями поощрения деятельность научных организаций и учёных Черногории.
Общество наук и искусств Черногории было создано постановлением Парламента Республики Черногории 10 июня 1973 года.
В начале в 1975 года Общество по науке и искусству Черногории стало полноправным членом Совета Академии наук и искусств СФРЮ. После трёх лет успешной работы Ассоциация выросла в Черногорскую академии наук и искусств.
В соответствии с соглашением с другими академиями в марте 1976 года было объявлено о создании Черногорской академии наук и искусств. В апреле 1976 года, после принятия Закона о Черногорской академии наук и искусств, Общество было преобразовано в Черногорскую академию наук и искусств (ЧАНИ). В соответствии с Законом, ЧАНИ является высшим учреждением в области наук и искусств в Республике Черногории.
Ассамблея Академии, на своих сессиях, проведённых 17 декабря 2004 и 27 мая 2005, приняли новый Устав Академии.
В настоящее время в состав Академии входят 46 членов из Черногории и 37 иностранных членов.
Президентами Ассоциации и ЧАНИ были академики:
- Бранко Павичевич (1973—1981),
- Бранислав Шошкич (1981—1985),
- Мирчета Джурович (1985—1989),
- Вукотич Драгутин (1989—2002),
- Момир Джурович (с 2002).

В составе Черногорской академии наук и искусств четыре подразделения:
- естественных наук,
- социальных наук,
- гуманитарных наук,
- искусств,

Действует Институт языка и литературы имени Петра II Петровича Негоша, несколько комитетов и другие рабочие органы.